# Betula corylifolia
Betula corylifolia — вид квіткових рослин з родини березових (Betulaceae). Ендемік Японії.

## Таксономічні примітки
Цей вид вважається найбільш виразною березою, ймовірно, не пов’язаною з будь-яким іншим живим видом.

## Біоморфологічна характеристика

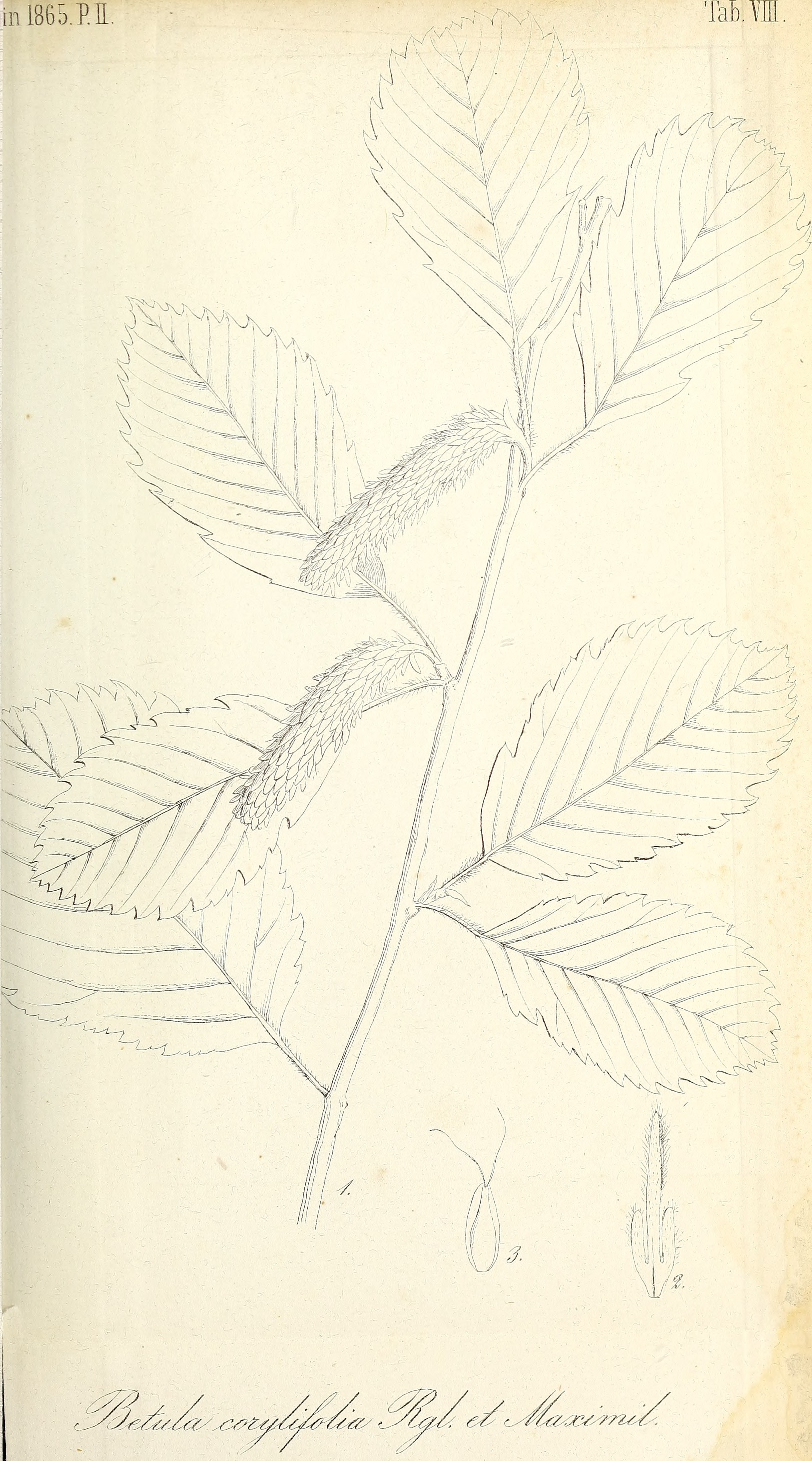

Це дерево до 17 м заввишки.

## Поширення й екологія
Поширення: Японія (Хонсю). Росте в субальпійському поясі високогір'я в суміші з іншими видами. Це дерево відносно повільно росте і, здається, дуже погано переносить тінь і, здається, найкраще росте на вологих, багатих гумусом ґрунтах у відносно вологому кліматі на сонячному місці. Цей вид не переносить перезволожених ґрунтів, особливо чутливий до посухи, а також потребує добре аерованого ґрунту.

## Використання
Вид рідко використовується в комерційних цілях.